# Paulina Krakowowa
Paulina Petronela Krakowowa, rozená Radziejewska (29. června 1813 Varšava – 16. února 1882 Varšava), byla polská spisovatelka, publicistka, redaktorka, učitelka a sociální aktivistka. Byla zakladatelkou a dozorkyní dívčí internátní školy ve Varšavě, kterou vedla v letech 1849 až 1879. Specializovala se na literaturu pro děti a mládež.

## Život
Narodila se jako dcera Szymona Radziejewského a jeho manželky Ewy rozené Sielski. Její matka zemřela, když Paulina byla malá. Paulina ve škole studovala němčinu, angličtinu a francouzštinu a sama se rozhodla prohloubit své vzdělání v oblasti literatury a historie.
Během listopadového povstání Paulinin otec přišel o své jmění a založil firmu, která šila prádlo pro nemocnice. Tato společnost selhala a po vyhlášení úplného bankrotu spáchal sebevraždu. Paulina si vydělávala na živobytí jako soukromá učitelka.
V roce 1837 se provdala za Ludwika Krakowa, bývalého povstalce z listopadového povstání, který zastával nízkou oficiální funkci. Skromné finanční podmínky byly důvodem, proč Krakowowa pokračovala ve své učitelské kariéře a pracovala také jako vyšívačka. Pár měl pět dětí: dceru Žofii (narozena v roce 1838) a čtyři syny.
Pod vlivem Stanisława Jachowicze se Paulina Krakowa začala věnovat literární, vydavatelské a nakladatelské činnosti. Její první prací byl časopis „Pierwiosnek” (Prvosenka), jehož první číslo vyšlo v roce 1838. Bylo to první polské kolektivní nakladatelství, jehož autory byly výhradně ženy. Tento časopis vycházel až do roku 1843. V letech 1843–44 vydávala spolu s Walentynou Trojanowskou čtrnáctideník „Zorza“ určený mládeži a zabývající se výchovnou problematikou. V tomto období spolupracovala i s dalšími časopisy.
V roce 1839 vydala Paulina Krakowa svůj první román – Pamiętniki młodej sieroty, s autobiografickými náměty. Její Branka tatarska (1842) vyšla v Pierwiosneku. V Zorze vyšly Wspomnienia wygnanki (1843), charakterizované Piotrem Chmielowskim jako „první polská robinsonáda“.
V roce 1849 Paulina Krakowa otevřelo pětitřídní internátní školu pro dívky, zpočátku s malým počtem studentů. Škola měla moderní učební plán a vybraná skupina lektorů (včetně Juliana Bartoszewicze, Jerzyho Aleksandrowicze a pozdějšího biskupa Kazimierze Ruszkiewicze) zajišťovala vysokou úroveň učení a vzdělání. Paulina Krakovowa tam vyučovala polský jazyk a literaturu, měla na své žáky velký vliv a získala jejich trvalý respekt.
V roce 1863 byla členkou spolku Piatek, ženské organizace pomáhající rodinám zabitých a uvězněných povstalců. V roce 1879, když jí bylo 65 let, odešla z řízení školy. Následující rok její manžel zemřel. Zemřela 16. února 1882 na srdeční vadu.

## Dílo
- Pamiętnik młodej sieroty – román s autobiografickými motivy (1839, 6 reedicí do roku 1906, český překlad 1895)
- Powieści starego wędrowca – sbírka povídek (1839)
- Rozmowy matki z dziećmi – kniha pro mladší děti (1841)
- Branka tatarska – historický román (1842, 2. vydání opravené autorkou vyšlo v roce 1880, přeloženo do ruštiny v roce 1843)
- Nowa książka do nabożeństwa – modlitební kniha (1843)
- Wspomnienia wygnanki – dobrodružný román (vyšlo v časopise "Zorza" 1844, kompaktní vydání vyšlo v roce 1845, 7 reedicí do roku 1906)
- Niespodzianka. Zbiór powiastek dla pilnych dzieci (1844, 10 reedicí do roku 1898)
- Obrazy i obrazki Warszawy – popis života a architektury města (1848)
- Wieczory domowe. Zbiór zabawek, opisów i powiastek dla nauki i rozrywki dobrych dzieci (1848, 5 reedicí do roku 1894)
- Powieści z dziejów naszych – série historických příběhů otištěných v "Wieczorach rodzinnych" v letech 1880–81, kompaktní vydání 1882
- Proza i poezja polska wybrana i zastosowana do użytku młodzieży żeńskiej... – antologie